# Cargador de arranque de systemd (systemd-boot)
systemd-boot es un administrador de arranque gratuito y de código abierto creado al dejar obsoleto el proyecto gummiboot y fusionarlo con systemd en el mes de mayo del año 2015.
gummiboot fue desarrollado por los empleados de Red Hat Kay Sievers y Harald Hoyer y diseñado como una alternativa mínima a GNU GRUB para sistemas operativos que utilizan la Interfaz de firmware extensible unificada (UEFI). Detectaba automáticamente imágenes de arranque (tanto pertenecientes a sistemas operativos como también cargadores de arranque), no requería un archivo de configuración, proporcionaba una interfaz básica basada en menús y, al igual que systemd-boot, también podía integrarse con systemd para proporcionar datos de rendimiento.
A modo de anécdota, como juego de palabras, se le dice "gummiboot" a los botes de goma inflables en alemán, el idioma nativo de sus desarrolladores iniciales. A pesar de haber sido desarrollado por dos de sus empleados, el Proyecto Fedora de Red Hat no utilizó gummiboot para iniciar sistemas UEFI; en su lugar, utilizó efilinux para "encadenar" con GRUB (es decir, cargar a GRUB pasándole los datos necesarios). 
En cuanto a licencias, gummiboot se amparaba en la LGPL-2.1 o posterior, a diferencia de GRUB, que tiene licencia GPL-3.0 o posterior . Esta distinción tenía como objetivo permitir que gummiboot fuera adecuado para su uso en sistemas UEFI que implementasen un arranque seguro, debido a preocupaciones en torno a su requisito de distribuir todas las claves de autorización ( certificados digitales ) necesarias para ejecutar software con licencia GPL-v3 si existiesen restricciones de hardware como en efecto lo es el arranque seguro.